# Partido do Socialismo Democrático
O Partido do Socialismo Democrático (em alemão: Partei des Demokratischen Sozialismus - PDS) foi um partido socialista ativo na Alemanha desde a queda do muro de Berlim em 1990, quando o Partido Socialista Unificado da Alemanha (SED) muda legalmente o seu nome, até 2005, quando o próprio PDS modifica o seu nome por Die Linkspartei (O Partido da Esquerda).

## Precedentes
Antes da reunificação da Alemanha, um grupo de jovens políticos vinculados com o Partido Socialista Unificado da Alemanha (SED) começaram a demandar mudanças na rígida estrutura interna do SED. Entre esses políticos destacavam-se Stefan Heym, Christa Wolf e Gregor Gysi. Com a queda do muro de Berlim e da República Democrática da Alemanha, o SED perdeu 95% dos seus mais de 2.3 milhões de militantes, o que levou o partido a apresentar-se sob um novo nome com o fim de se distanciar do seu passado. Na altura de 1990, o novo partido, denominado já Partido do Socialismo Democrático, não se apresentava como marxista-leninista, ainda quando no seu seio permaneciam facões neo-marxistas e comunistas.

## Fundação e consolidação

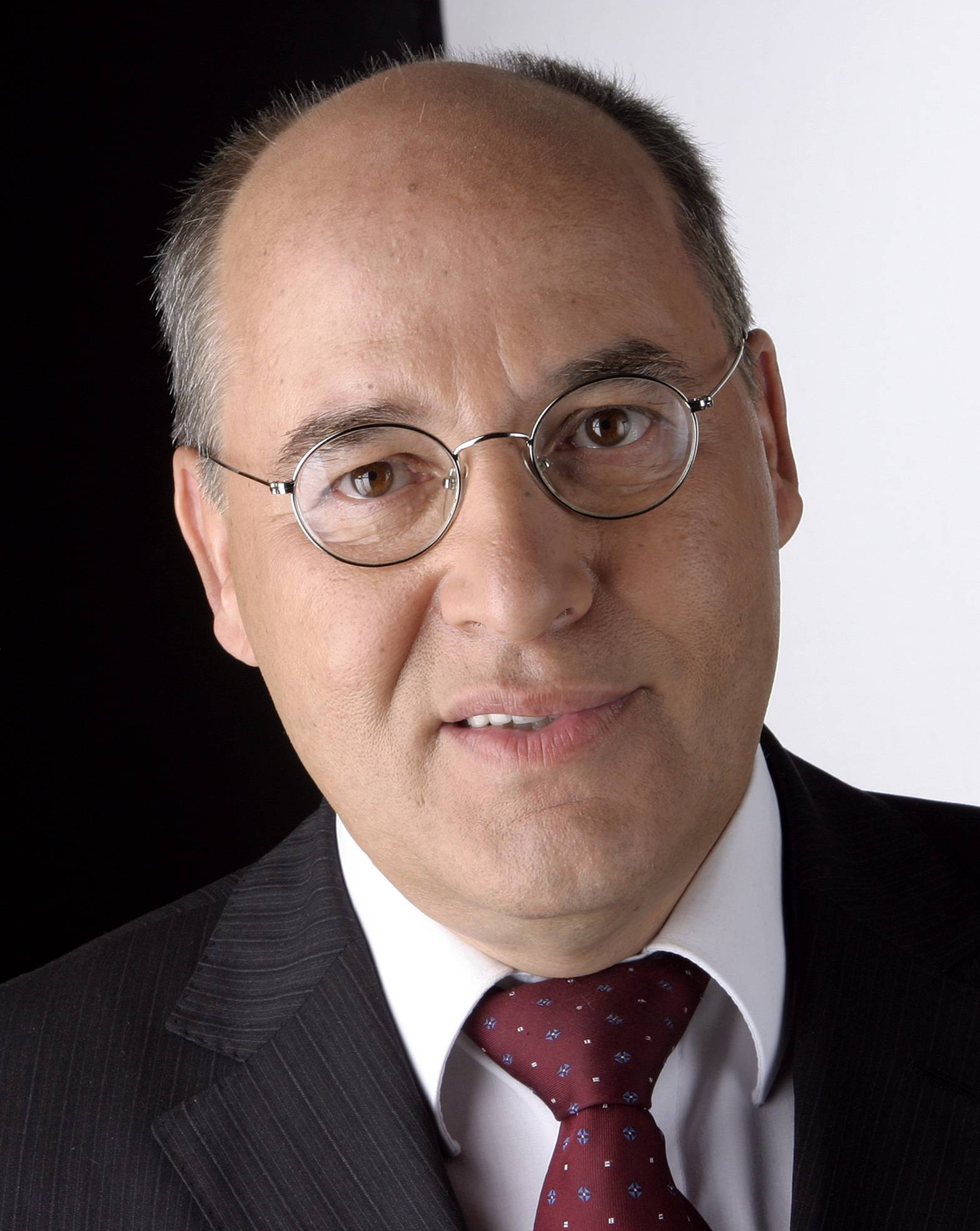
Gregor Gysi em 2005.

Contudo, o PDS perdeu força significativamente, ainda quando manteve o nível nos governos locais e até chegou a fazer parte dos governos dos Bundesländer de Berlim e Mecklemburgo-Pomerânia Ocidental em coligação com o SPD.
Nas primeiras eleições gerais da República Federal da Alemanha em 1990, o PDS atingiu apenas 2,4% do voto, mas conseguiu entrar no Bundestag, graças a uma exceção da lei eleitoral alemã, com um grupo de 17 deputados liderados por Gregor Gysi. Nas eleições de 1994, embora a campanha anti-comunista levada para a frente pelo partido no governo, a CDU, destinada a paralisar os votos comunistas do leste, o PDS incrementou o voto até 4,4%, ganhando força precisamente no leste e aumentando a sua presença do Bundestag até 30 deputados.
Em 1998, a tendência ascendente iniciada desde 1994 consolidou-se e o PDS atingiu um total de 37 deputados com 5,1% dos votos, ultrapassando assim a marca de 5% necessária para manter a proporcionalidade da representação no Bundestag e para manter um status parlamentar pleno. Porém, ainda quando o futuro parecia brilhante, o PDS mostrava uma dependência certa de Gysi, considerado tanto pelos seus votantes como pelos seus críticos como uma espécie de estrela da política alemã que contrastava com uma mediocridade geral. A resignação de Gysi em 2000 após peder um debate político com o setor esquerdista do partido significou o início de novos problemas para o PDS, e nas eleições de 2000, o voto para o PDS retrocedeu a 4,0%, o que apenas lhe permitiu introduzir dois membros eleitos pelos seus distritos, Petra Pau e Gesine Lötzsch.
Após a queda de 2000, o PDS adotou um novo programa e colocou na sua cabeça Lothar Bisky, um moderado respeitado internamente. Uma sensação renovada de autoconfiança fez o Partido ressurgir novamente. Nas eleições europeias de 2004, o PDS atingiu 6,1% do voto nacional e evidenciou-se que a sua base eleitoral na Alemanha oriental começava a crescer claramente, ao ponto de hoje em dia rivalizar com o SPD e com a CDU nessa área. Sem embargo, o escasso apoio na Alemanha ocidental continuou a lastrar o partido até as eleições de julho de 2005, quando se apresentou em coligação com a Alternativa Eleitoral para o Trabalho e a Justiça Social (WASG), uma fação esquerdista constituída por dissidentes do social-democrata SPD e por sindicalistas. Essa coligação entre os setores mais à esquerda da área ocidental e o PDS deu origem à lista conhecida com o nome de Linkspartei, que nas eleições federais desse ano atingiu 8,7% do voto nacional e conseguiu introduzir no Bundestag 54 deputados encabeçados por Gisy, Lötzsch, Pau, Bisky, Katja Kipping, Oskar Lafontaine e Paul Schäfer tornando-se o quatro maior partido do país.

## Controvérsia
Desde a reunificação, o PDS tem sido alvo de diversas suspeitas a respeito das relações dos seus líderes com o Stasi, a polícia secreta da Alemanha Oriental desmantelada com a queda do muro de Berlim. Pouco depois das eleições federais de 2005, Marianne Birthler, a encarregada dos arquivos da Stasi, acusou o PDS de incluir sete informadores da antiga Stasi entre os seus deputados eleitos. Ao mesmo tempo, a mídia revelou que Lutz Heilmann, um dos deputados do PDS pelo estado de Schleswig-Holstein, tinha trabalhado durante anos para a Stasi. Ainda quando a primeira acusação resultou falsa, a relativa à ligação de Heilmann com o serviço secreto da RDA manteve-se na controvérsia.

## Resultados eleitorais

### Eleições legislativas

#### República Democrática Alemã
| Data | Votos     | %          | Deputados | Status   |
| ---- | --------- | ---------- | --------- | -------- |
| 1990 | 1 892 381 | 16,4 (3.º) | 66 / 400  | Oposição |

#### República Federal da Alemanha
| Data | Método Uninominal | Método Uninominal | Método Uninominal | Método Proporcional | Método Proporcional | Método Proporcional | Deputados | +/- | Status   | Notas      |
| Data | Votos             | %                 | +/-               | Votos               | %                   | +/-                 | Deputados | +/- | Status   | Notas      |
| ---- | ----------------- | ----------------- | ----------------- | ------------------- | ------------------- | ------------------- | --------- | --- | -------- | ---------- |
| 1990 | 1 049 245         | 2,3 (6.º)         |                   | 1 129 578           | 2,4 (6.º)           |                     | 17 / 662  |     | Oposição |            |
| 1994 | 1 920 420         | 4,1 (5.º)         | 1,8               | 2 066 176           | 4,4 (6.º)           | 2,0                 | 30 / 672  | 13  | Oposição |            |
| 1998 | 2 416 781         | 4,9 (5.º)         | 0,8               | 2 515 454           | 5,1 (6.º)           | 0,7                 | 36 / 669  | 6   | Oposição |            |
| 2002 | 2 079 203         | 4,3 (6.º)         | 0,6               | 1 916 702           | 4,0 (6.º)           | 1,1                 | 2 / 603   | 34  | Oposição |            |
| 2005 | N/D               | N/D               |                   | N/D                 | N/D                 |                     | 42 / 614  | 40  | Oposição | A Esquerda |

### Eleições europeias
| Data | Votos     | %         | +/- | Deputados | +/- |
| ---- | --------- | --------- | --- | --------- | --- |
| 1994 | 1 670 316 | 4,7 (6.º) |     | 0 / 99    |     |
| 1999 | 1 567 745 | 5,8 (5.º) | 1,1 | 6 / 99    | 6   |
| 2004 | 1 579 693 | 6,1 (5.º) | 0,3 | 7 / 99    | 1   |